# Santa Comba da Vilariça

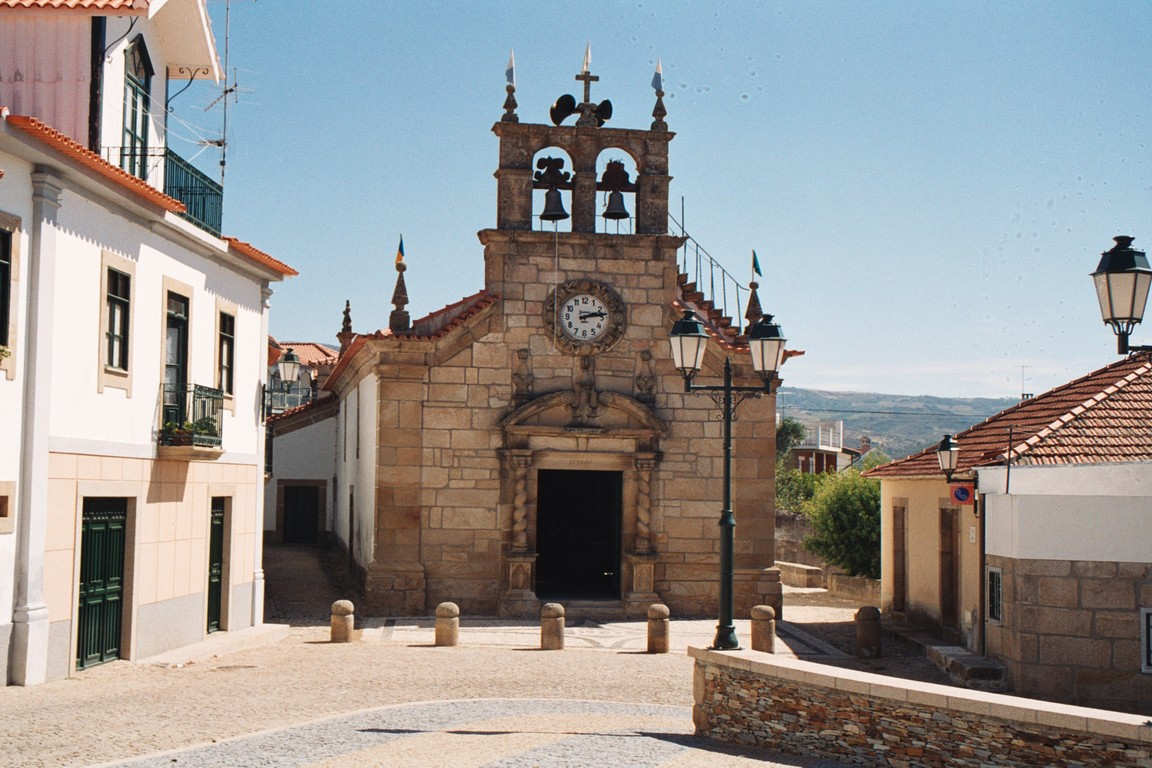
Igreja Matriz von Santa Comba da Vilariça

Santa Comba de Vilariça ist eine Gemeinde (Freguesia) im portugiesischen Kreis Vila Flor. In ihr leben 360 Einwohner (Stand 19. April 2021).